# 凱爾·弗里蘭
凱爾·理查·弗里蘭（英語：Kyle Richard Freeland，1993年5月14日—），為美國職棒大聯盟的投手，目前效力於科羅拉多洛磯。他在2014年美國職棒大聯盟選秀的第一輪第8順位被洛磯隊選走。

## 職業生涯
2014年美國職棒大聯盟選秀，洛磯隊在第一輪第8順位選進弗里蘭。該年他在新人聯盟和1A拿下3勝0敗，防禦率1.15的成績。
2015年，他升上高階1A的莫德斯托樫果。隔年順利升上2A與3A，他在2016年拿下11勝10敗，防禦率3.89。
2017年4月7日，弗里蘭升上大聯盟。他順利拿下大聯盟首勝，同時他還敲出大聯盟首安。而他也成為大聯盟51年來首位在家鄉球隊完成初登板的先發投手。5月21日，他敲出大聯盟首轟。7月9日，他曾面對白襪隊投出8+1⁄3局的無安打。這年他拿下11勝11敗。
2018年是弗里蘭破繭而出的一年，這年他拿下17勝9敗，而且防禦率2.84寫下隊史單季新低。雖然他開季先吞下3敗，不過最後他仍投出好成績。其中他在洛磯著名的投手墓場主場更是只有2.40的防禦率，寫下隊史新紀錄。而他也在賽揚獎票選中拿下第4名。
2018年國家聯盟外卡晉級賽，弗里蘭先發6+2⁄3局無失分。最終洛磯2比1於延長13局險勝小熊，弗里蘭也成為隊史首位在季後賽先發無失分的投手。
2019年，他開季拿下2勝6敗，防禦率7.13。因此他在5月底被下放3A調整。最終他整年只投出3勝11敗，防禦率6.73。
2020年，弗里蘭觸底反彈。這季因為疫情只有60場例行賽，而他先發13場，拿下2勝3敗，防禦率4.33。雖然帳面成績普普，不過他成為國聯單季最多次優質先發的投手(9次)。

## 外部連結
- 球員資訊和成績在MLB ，ESPN ，Retrosheet ，Baseball Reference ，Baseball Reference (Minors) ，Fangraphs ，The Baseball Cube （英文）
- 凱爾·弗里蘭的X（前Twitter）